# Limnophora sedlaceki
Limnophora sedlaceki este o specie de muște din genul Limnophora, familia Muscidae, descrisă de Shinonaga în anul 2005. Conform Catalogue of Life specia Limnophora sedlaceki nu are subspecii cunoscute.